# ヒューザー
株式会社ヒューザー（HUSER Corporation）はかつて存在した不動産業者（開発業者）。分譲マンションの開発及び販売を行っていた。開発する分譲マンションの世帯あたりの平均面積が業界最大である事を特徴としていた。
創業者は小嶋進で、破産手続き開始決定まで社長。破産管財人は瀬戸英雄（第一東京弁護士会）。資本金は2億800万円（2005年）、売上高124億円（2004年3月）。
社名ヒューザーは、「Human user Company」（ヒューマン・ユーザー・カンパニー）から5文字を抜き出して名付けられた。

## 歴史
1982年に恒和不動産株式会社として設立し、1983年に株式会社マンション流通センターに改称する。1985年、株式会社ハウジングセンターに改称し、2001年、株式会社ヒューザーに改称。
売出物件近くではなく丸の内の本社の中にモデルルームを建造して取り壊しコストを抑える、新しい工法で工期を半分に短縮した木村建設という建設会社を重用する、駅前から少し離れた場所に建設して土地代を安く済ませる、資材も自社で発注して海外から独自ルートを利用して直輸入して現金で払う、設計報酬を坪当たりの金額で固定する、数百万枚の広告チラシで宣伝するなどの経営努力で業績を伸ばした。
2005年、構造計算書偽造問題が発覚し、分譲したマンションの一部について非耐震性が明らかとなる。この直前にダイエーからの西神オリエンタルホテル購入が決定していたが中止。その後、営業停止状態に追い込まれる。
2006年1月31日、丸の内のパシフィックセンチュリープレイス丸の内の最上階から本社を撤退し、翌日東京都大田区に本社を移転。
偽装物件の確認検査において落ち度は無かったかなどを民間確認検査機関イーホームズと書面による係争が行われていたが、1月30日、18自治体に構造計算書の偽装を見逃したとして計約139億円の損害賠償を求める訴訟を、1月31日にはイーホームズと藤田東吾社長に名誉毀損で計5億円の損害賠償を求める訴訟を東京地裁に起こす。
2006年2月16日に東京地裁（西謙二裁判長）は債務超過ではないというヒューザー側の主張を退け、マンション住民の申し立てを容れ、破産手続き開始を決定。2月23日に東京都は宅地建物取引業免許を取り消した。
2011年1月24日東京地裁は破産手続き終結を宣言した（平成23年2月8日　官報号外47項にて公告）。